# La Figuera (Sóller)
|  | Per a altres significats, vegeu «La Figuera (desambiguació)». |

La Figuera és una vall muntanyenca de Sóller, a Mallorca i que separa el poble del seu port.
A les muntanyes que l'envolten neix el torrent que duu el mateix nom i que desemboca al Port de Sóller. El seu relleu en si és molt discret, tot just arriba als 200 metres, envoltat de muntanyes majors.
La pluviometria de Sa Figuera sempre és superior als 700 litres anuals, és a dir, més que Sóller gràcies principalment al Puig de Bàlitx, de 560 metres d'altura, i al Puig de la Comuna. L'aigua precipitada en aquests dos cims és recollida en part pel torrent que creua la vall. La zona de la Figuera on més activitat hi ha és al vessant del Port de Sóller, atès que al vessant de Sóller tot just hi ha edificacions, llevat d'un petit crematori d'escombraries.
El 2007, amb la construcció a Sóller del Túnel de la Mola, l'accés a la Figuera es va fer més fàcil en quedar la seva base al peu de la rotonda principal del port.